# 50サタン硬貨
タイ50サタン硬貨は、タイ王国において使用されている硬貨。主に「ソンサルン（タイ語: สองสลึง）」の通称で知られ、1バーツの2分の1の価値と等しい。
2008年、50サタン旧アルミニウム青銅貨と新しい銅貨の二つを鋳造した。

## 鋳造記録
- 1987年 - 1,000
- 1988年 - 23,775,000
- 1989年 - 57,969,000
- 1990年 - 92,960,000
- 1991年 - 4,660,380
- 1992年 - 105,451,000
- 1993年 - 36,296,000
- 1994年 - 161,172,000
- 1995年 - 147,670,000
- 1996年 - 30,840,000
- 1997年 - 58,336,000
- 1998年 - 100,444,000
- 1999年 - 73,379,700
- 2000年 - 90,760,000
- 2001年 - 105,660,000
- 2002年 - 109,594,000
- 2003年 - 101,210,000
- 2004年 - 36,396,000
- 2005年 - 109,520,000
- 2006年 - 141,603,000
- 2007年 - 45,300,000
- 2008年（旧シリーズ） - 40,922,709[1]
- 2008年（新シリーズ） - 78,600,000
- 2009年 - 171,400,000[2]

## 参考
1. ↑  Treasury Department's E-catalog
2. ↑  Treasury Department's E-catalog